# Теличка
Тели́чка — історична місцевість у Києві, на правому березі Дніпра, у Печерському та Голосіївському районах. Розташована на південно-східному схилі Бусової гори та в дельті річки Либідь вздовж Дніпра, залізниці та Наддніпрянського шосе, між Видубичами, Звіринцем, Саперною слобідкою, Поколом і Корчуватим. Дещо нижче розташоване озеро Єрик.
Сучасну Теличку часто плутають із Видубичами через транспортно-пересадочний вузол «Видубичі» на Нижній Теличці, що складається з однойменних станції метро, автостанції та двох зупинних пунктів «Видубичі» і «Видубичі-Трипільські». Втім, місцевість Видубичі розташована за півтора кілометри північніше.

## Етимологія
За поширеною версією, назва місцевості походить від великих заплавних луків на березі Дніпра, де селяни з навколишніх сіл випасали худобу. За іншою версією топонім «Теличка» походить від імені власника або мешканця цієї місцевості.
Журналіст Анатолій Желєзний у своїй книзі «Забытая история Киева» наводить ще одну версію: топонім «Теличка» походить від тюркського слова телеч (укр. оплата, відшкодування) і означає, що на місці Телички за часів Київської Русі існував перевіз через Дніпро і міська митниця, де брали з купців оплату-телеч за перевіз їхніх товарів.

## Історія
Люди мешкали у цій місцевості вже давно, це підтверджують знайдені в гирлі Либеді залишки поселення доби неоліту.
У документах 1694 року ця місцевість згадується під назвою Телячів. На мапах Києва середини XIX століття відмічене єдине поселення — хутір Горянщина на східному схилі Бусової гори (сучасна територія Ботанічного саду). Також на лівому березі Либеді, недалеко від її гирла існував хутір Либідь із цегельнею та паровим млином, що належали Києво-Печерській Лаврі.

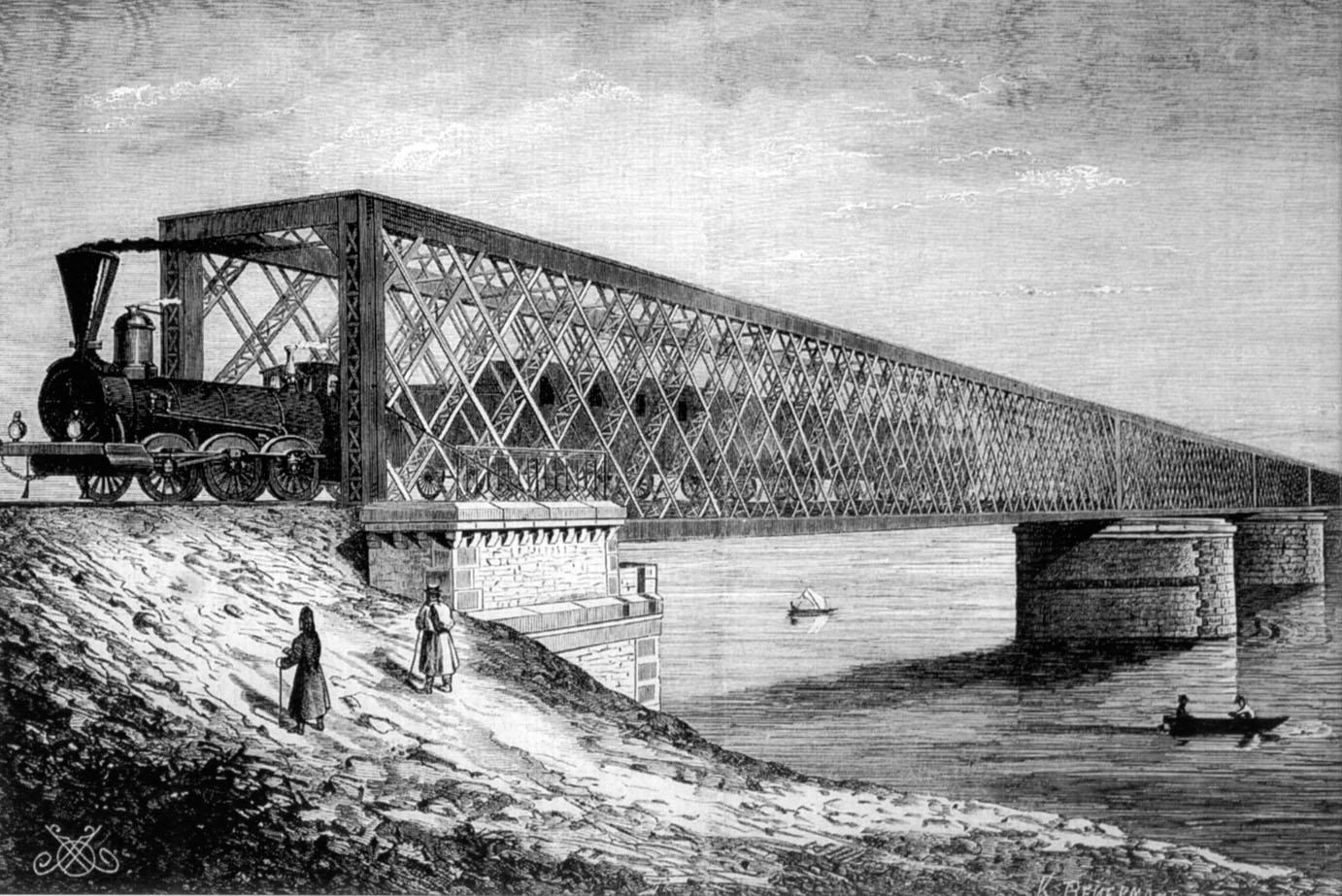
Залізничний міст Струве

Активне заселення Телички почалося із прокладанням Курсько-Київської залізниці та будівництва у 1868—1870 роках залізничного мосту через річку Дніпро. Міст мав пролягати нижче урочища Видубичі, біля нижньої течії Либеді, через безіменний острів навпроти Видубицького монастиря. Цей острів належав Видубицькому монастирю, тому компанія-будівельник придбала частину цього острова за символічну плату 33 рублі, 51 копійку з чвертю, задля розміщення тут майстерень і різних допоміжних служб. Іншу частину острова узяли в оренду для складування будівельних матеріалів. Північну частину острова з'єднали з берегом водовідвідною греблею, а посередині так званого Лисогірського рукава — протоки, що відокремлювала острів від берега — спорудили дамбу, по якій згодом проклали залізницю. Північна (від дамби) частина протоки Лисогірського рукава перетворилася на Видубицьке озеро, а південніше дамби утворилася простора піщана пустка площею 103 десятини 780 квадратних саженів (майже 1,13 км²) із невеликим озером-старицею 800×250 м, яке на пізніших картах називали Коров'яче, Старик або Теличка. Рештками Лисогірського рукава є також озеро Миколайчик та Галерна затока.
Після будівництва залізничного мосту Теличка почала активніше заселятися та забудовуватися невеликими приватними садибами вздовж Набережно-Печерської дороги та Військово-Кладовищенської вулиці. Наприкінці XIX — на початку XX століття тут з'являється низка підприємств, зокрема, деревообробний завод купця А. Горенштейна тощо. За радянських часів, у 1923 році Теличка увійшла до меж Києва. Повінь 1931 року змусила переселитися сюди частину мешканців затоплених Осокорків, які оселилися на Верхній Теличці, а також утворили хутір Острів в околицях сучасної ТЕЦ-5, південніше Південного мосту.
У 1930-х роках східну частину Верхньої Телички віддали під новостворений Ботанічний сад, але у 1950-х роках її незабудовані землі відвели під малоповерхову забудову. За незалежної України тут почали зводити елітні житлові комплекси різної поверховості, перетворивши таким чином Верхню Теличку на елітний житловий район. Натомість на Нижній Теличці з будівництва у 1930-х роках Київського деревообробного комбінату почалося створення великої промислової зони, яка станом на 2020 рік була другою за площею в Києві. Малоповерхову садибну забудову Нижньої Телички остаточно знесли у 1970-х—1980-х роках під час реконструкції Наддніпрянського шосе і для побудови естакади до Південного мосту через Дніпро. З житлової забудови тут лишилося тільки Селище Мостозагону, утворене у 1950-х роках на вулиці Баренбойма, та невелике, на кілька будинків селище Комсомольське для робітників ТЕЦ-5 на вулиці Промисловій, на півдні промзони «Теличка». Також біля гирла Либеді існує невелике самозахопне поселення з приватних будинків, яке має неофіційну назву Нахалівка.
У 2020 році обговорювалися плани ревіталізації Нижньої Телички, зокрема, будівництва на її місці ділового центру Kyiv City та навіть перенесення сюди урядового кварталу

## Географія
Розрізняють Нижню та Верхню Теличку, які значно відрізняються одна від одної. Ці окремі топоніми вперше зафіксовані на мапах Києва 1902 року. Нижня Теличка розташована у низовині, на березі Дніпра, вздовж Наддніпрянського шосе, тут переважає промислова забудова. Адміністративно належить до Голосіївського району Києва. Натомість Верхня Теличка, що лежить на південно-східному схилі Бусової гори, історично має малоповерхову садибну забудову із мережею вузьких звивистих вуличок, втім, у 1980-х роках тут почали зводити висотні житлові будинки. Ця частина Телички входить до меж Печерського району.

## Транспорт
Сучасна Теличка — важливий транспортний вузол. У 1970-х—1980-х роках тут почалася перебудова основних вулиць у швидкісні магістралі та створення великої дорожньої розв'язки, яка включає Наддніпрянське шосе, що пролягає берегом Дніпра від мосту Патона на південь, Столичне шосе, утворене на місці давнього Обухівського шляху, який сполучав Київ із південними передмістями, Саперно-Слобідську вулицю, яка через зведений у 1983—1990 роках Південний міст сполучає правий берег Києва із житловими масивами лівобережжя. У 1981—1984 роках через Теличку пролягла ще одна залізнична лінія Київ-Деміївський — Миронівка.
У 1991 році на Теличці відкрили станцію метро «Видубичі», у 2001 році — однойменну автостанцію. У 2012—2013 провели реконструкцію транспортно-пересадочного вузла «Видубичі», який сполучив станцію метро, автостанцію та залізничні зупинні платформи «Видубичі» і «Видубичі-Трипільські», де, окрім пасажирських та приміських поїздів, зупиняються київська міська електричка та експрес-потяг до аеропорту «Бориспіль» «Kyiv Boryspil Express».